# Ludwig Wahl (Stadtbaurat)
Carl Ludwig Ernst Wahl (* 21. September 1870 in Dresden; † 21. November 1945 ebenda) war ein deutscher Maschinenbauingenieur und Stadtbaurat.

## Leben und Wirken
Er war der Sohn des Königlich Sächsischen Zoll- und Steuerdirektors Gustaf Adolf Wahl und wuchs in Dresden auf, wo er die Schule besuchte. Er nahm ein Studium zum Maschinenbauingenieur auf und war 1900 bereits Regierungsbaumeister. Als bisheriger Landesbauinspektor wurde Wahl am 1. Mai 1907 in Dresden zum Stadtbaurat und Vorsitzenden des Betriebsamtes der städtischen Gas-, Wasser- und Elektrizitätswerke ernannt. Letztere wurden 1930 in eine GmbH umgewandelt. Aufgrund seiner hervorragenden Leistungen auf dem Gebiet der Energiewirtschaft wurde er von der Technischen Hochschule Dresden 1926 zum Ehrensenator und 1928 zum Dr.-Ing. h. c. ernannt. Zum 1. Oktober 1933 trat er mit 63 Jahren in den Ruhestand.